# موش سوت‌زن برنت
موش سوت‌زن برنت (نام علمی: Parotomys brantsii) نام یک گونه از سرده موش‌های سوت‌زن است.